# لس آنجلس رمز
تیم فوتبال آمریکایی لس آنجلس رمز (به انگلیسی: Los Angeles Rams) از لس آنجلس در ایالت کالیفرنیا می‌باشد.
این تیم عضو لیگ ملی فوتبال آمریکا است.
ورزشگاه خانه این تیم ورزشگاه یادبود کولیسیم لس‌آنجلس (به انگلیسی: Los Angeles Memorial Coliseum) نام دارد.

## نگارخانه

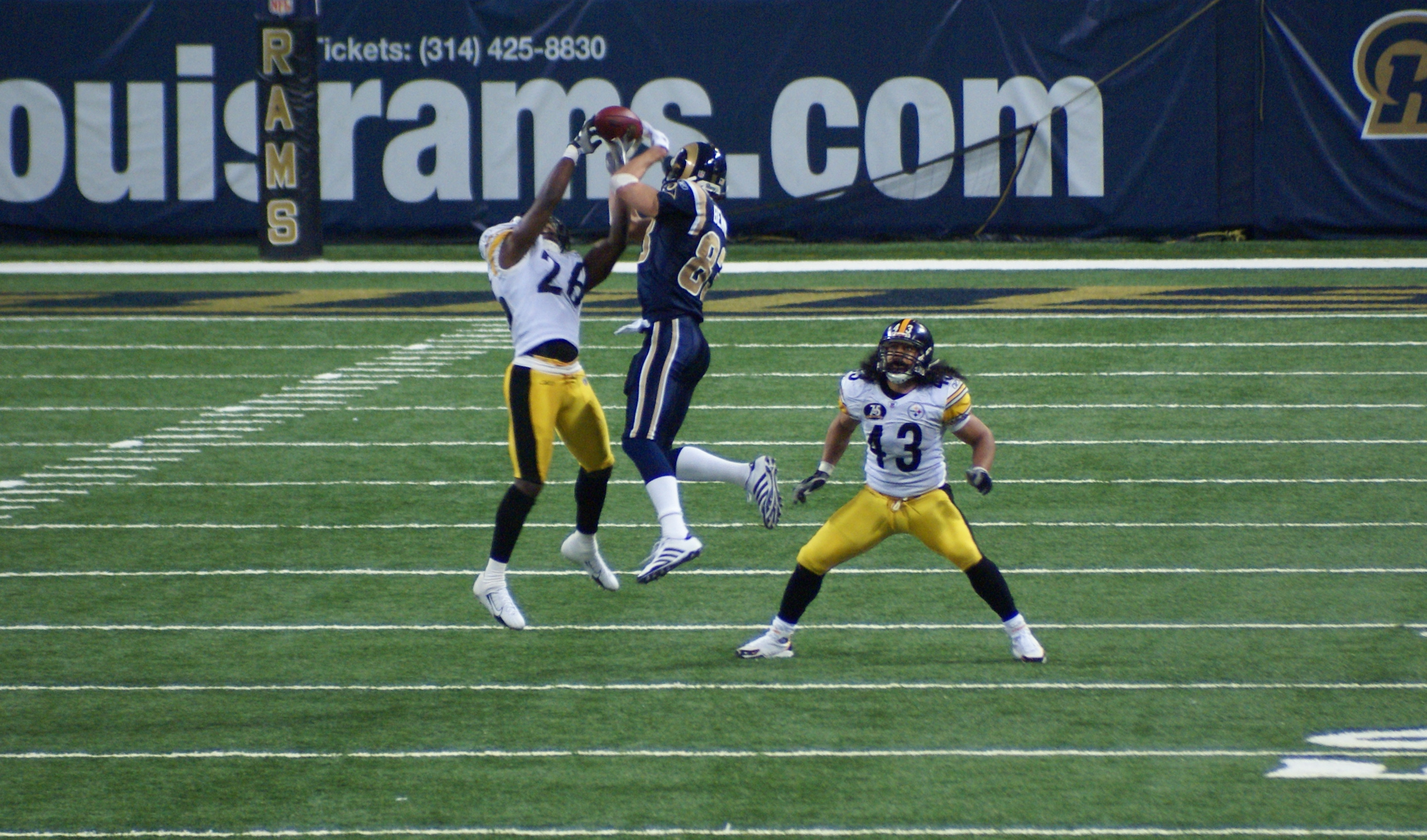

## وب‌گاه رسمی
- رسمی تیم[پیوند مرده]